# HD 222582
HD 222582 és una estrella de la magnitud 7,7 de la constel·lació d'Aquari. L'any 1999 Steven Vogt va anunciar que un exoplaneta superjovià orbitava aquesta estrella.